# Arp 2/3-Komplex

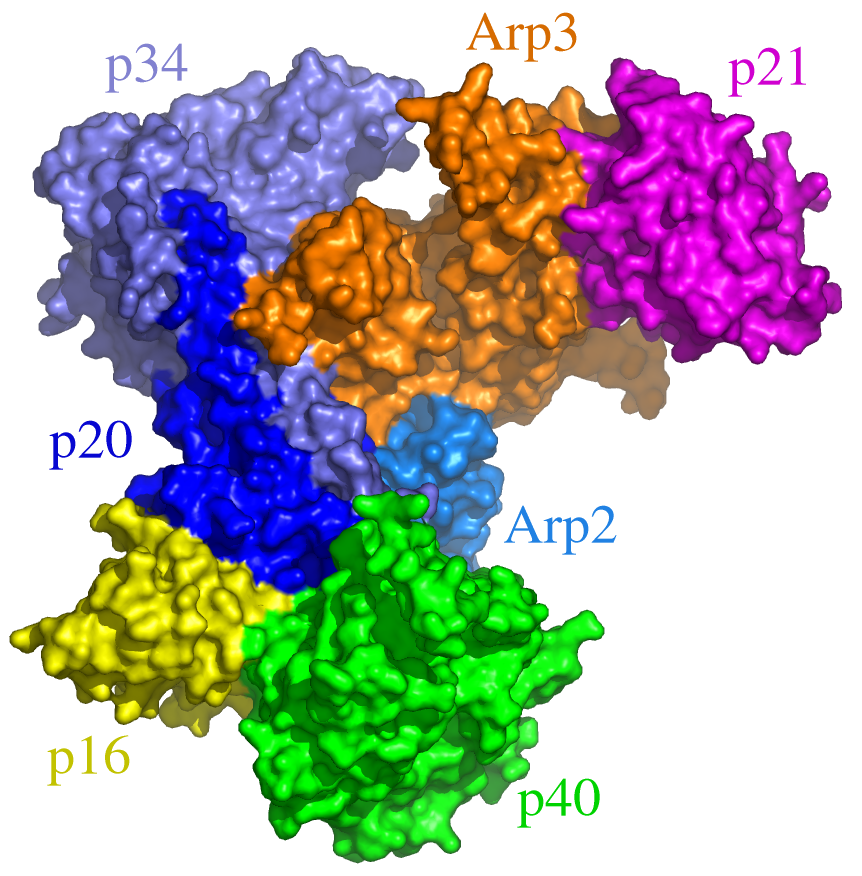
Die sieben Untereinheiten des Arp 2/3-Komplexes

Der Arp 2/3-Komplex ist ein Proteinkomplex, der eine wichtige Rolle bei der Bildung von Aktinfilamenten aus G-Aktin (Aktinnukleation) spielt. Er besteht aus sieben Untereinheiten.

## Struktur und Funktion
Die sieben Untereinheiten des Komplexes sind Arp2, Arp3, p16, p20, p21, p34 und p40 (ARPC1A bzw. ARPC1B). Zusammen bilden sie einen etwa 220 Kilodalton schweres Protein, das Zellen die schnelle Polymerisation von G- zu F-Aktin erlaubt. Man geht davon aus, dass die Untereinheiten Arp2 und Arp3 wegen ihrer homologen Struktur zu Aktin dafür ein Aktin-Dimer nachahmen, welches jedoch stabiler als ein echtes Aktin-Dimer ist und die Grundlage für die weitere Polymerisation bildet. Für eine nennenswerte Aktivität des Komplexes sind sogenannte "Nucleation Promoting Factor (NPFs)"-Proteine, wie beispielsweise Proteine der WASP/WAVE-Familie, zur Aktivierung nötig. Die NPFs binden dabei mit einer C-terminalen CA-Region an die anderen vier Untereinheiten (nicht Arp2/Arp3) und gleichzeitig über eine Verprolin-ähnliche Region an Aktin. Dadurch kommt es vermutlich zu einer Änderung in der Konformation des Arp 2/3-Komplexes, die zur Bildung eines Nukleationszentrums zusammen mit dem beteiligten Aktin führt. Der gesamte Komplex ähnelt dann einem {\displaystyle +}-Ende eines Aktinfilaments.
Daneben kann der Arp 2/3-Komplex Aktinfilamente Y-förmig in einem Winkel von 70° vernetzen. Zum genauen Ablauf bei dieser Vernetzung gibt es zwei Hypothesen:

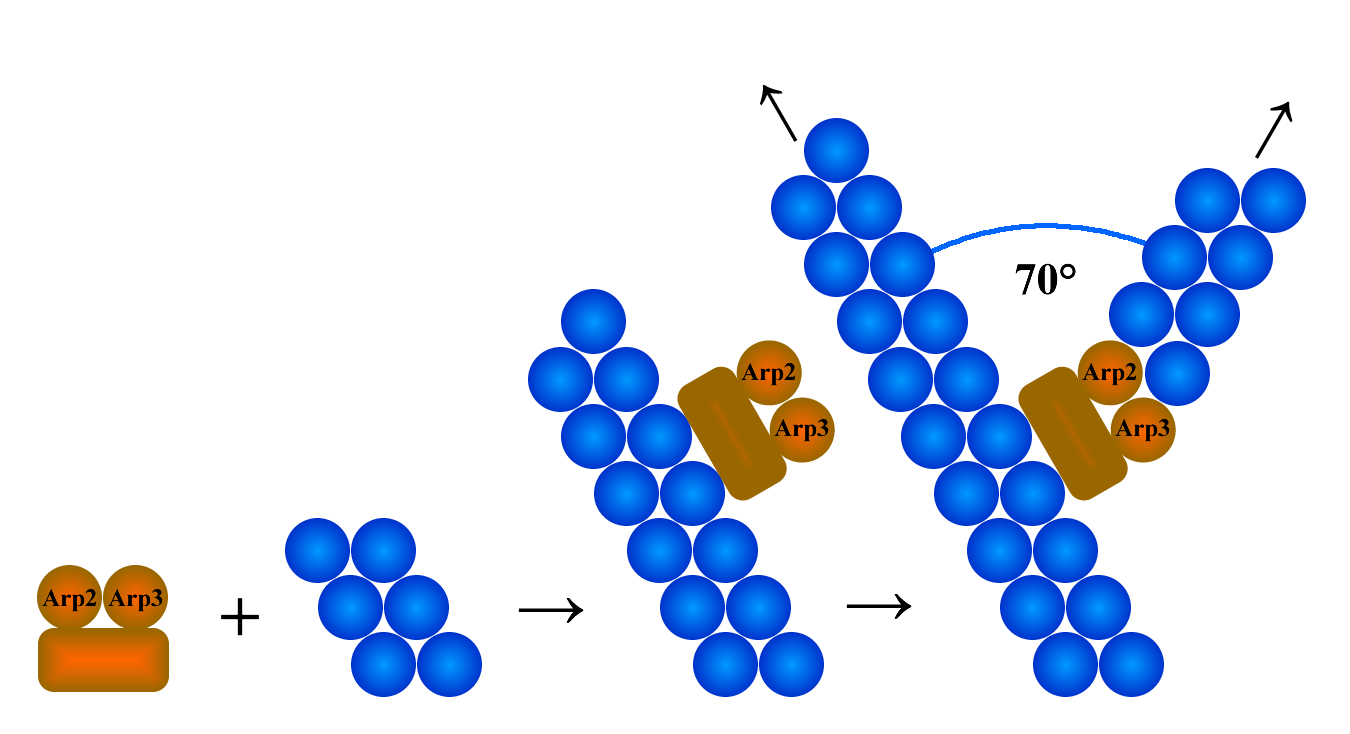
Dendritische Nukleation

- Modell der dendritischen Nukleation: Der Arp 2/3-Komplex bindet nach Aktivierung durch NPFs und Interaktion mit bestehenden Aktinfilamenten an die Seite von F-Aktin. Von diesem "Mutterfilament" ausgehend wird nun ein "Tochterfilament" nukleiert, das in einem Winkel von 70° vom Mutterfilament absteht.[5]

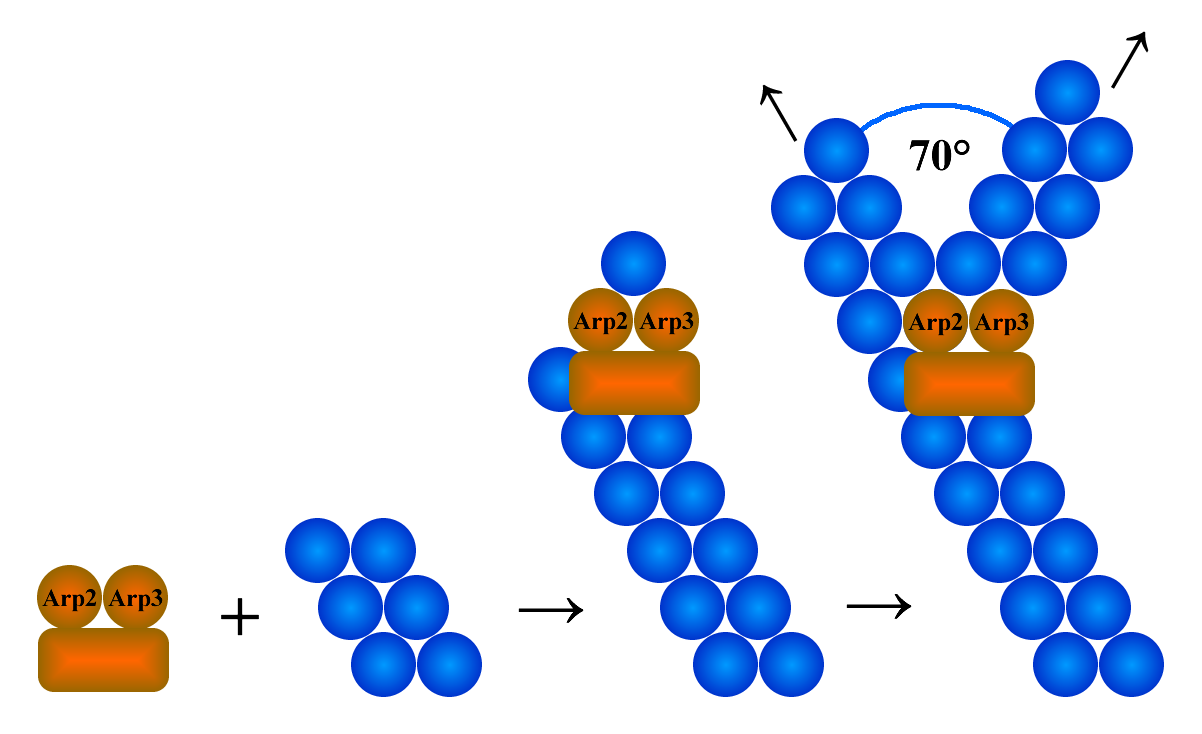
"barbed end branching"

- Modell des "barbed end branching" (Verzweigung der {\displaystyle +}-Enden: Der Komplex bindet an ein {\displaystyle +}-Ende eines Aktinfilaments und induziert eine Y-Verzweigung in zwei gleich lange "Tochterfilamente").[6]